# Voorste-Heusden
Voorste-Heusden is een voormalig gehucht in de gemeente Asten, in de Nederlandse provincie Noord-Brabant. Tegenwoordig is het gehucht opgegaan in het dorp Heusden. De vroegere aanwezigheid van het gehucht is momenteel nog te merken aan de straatnaam 'Voorste-Heusden' van de doorgaande weg tussen Asten en Heusden.
Dorpen: Asten · Heusden · Ommel

Buurtschappen: Achterbosch · Achterste Diesdonk · Behelp · Bussel · De Beek · De Berken · Dijk · Laarbroek · Oostappen · Rinkveld · Stegen · Voordeldonk · Voorste Diesdonk · Voorste-Heusden · Vosselen

Noord-Brabant: Steden en dorpen      Nederland: Provincies · Gemeenten